# Imagination (Curtis Fuller)
Imagination è un album del sestetto di Curtis Fuller, pubblicato dalla Savoy Records nel 1960 . Il disco fu registrato il 17 dicembre del 1959 al Van Gelder Studio di Englewood Cliffs, New Jersey (Stati Uniti).

## Tracce
Brani composti da Curtis Fuller, tranne dove indicato
Lato A
1. Kachin – 6:55
2. Bang Bang – 5:30
3. Imagination – 5:40 (Jimmy Van Heusen, Johnny Burke)

Lato B
1. Blues De Funk – 9:00
2. Lido Road – 8:20

- Nelle note del CD pubblicato dalla Savoy Records (SV-0128) nel 1991, il brano Bang Bang è accreditato a Charlie Parker[5]

## Musicisti
- Curtis Fuller - trombone, arrangiamenti
- Benny Golson - sassofono tenore
- Thad Jones - tromba
- McCoy Tyner - pianoforte
- Jimmy Garrison - contrabbasso
- Dave Bailey - batteria[6]